# Katrin Bittl

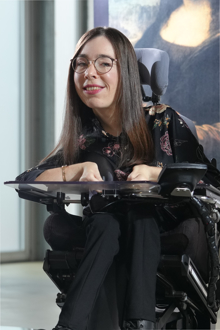
Katrin Bittl (2021)

Katrin Bittl (* 30. März 1994 in München) ist eine deutsche Künstlerin, die sich in ihren Arbeiten mit gesellschaftlichen Idealbildern und Normvorstellungen beschäftigt. Als Frau mit Behinderung behandelt sie ihren eigenen Körper in Malerei, Videos, Installationen, Animationen und Performances. Neben der Kunst betätigt sich Bittl unter anderem als Autorin und Rednerin zu den Themen Intersektionalität von Frauen mit Behinderung, Kunst und Inklusion.

## Werdegang
Katrin Bittl wurde mit Spinaler Muskelatrophie geboren, einem Muskelschwund, der zu Lähmungen führt. Sie besuchte eine Förderschule. Damals wurde ihr davon abgeraten, die Kunst als berufliches Ziel zu verfolgen. Nach der Schule begann sie deshalb ein Studium der Sozialen Arbeit. Dort erlebte sie Diskriminierung und Ausgrenzung. Sie brach dieses ab, als sie zum Studium an der Akademie der Bildenden Künste München aufgenommen wurde. Dort studierte sie ab 2017 in der Klasse von Hermann Pitz. Durch ihre Erfahrungen im vorherigen Studium frustriert, durfte Bittl an der Akademie erfahren, dass ihre Behinderung in den Hintergrund trat und sie vielmehr Aufmerksamkeit für ihre Fertigkeiten erhielt. Ihre Diplomarbeit wurde 2023 mit dem Preis des Akademievereins ausgezeichnet. In der begleitenden Ausstellung der ausgezeichneten Absolventen zeigte Bittl in einer Video-Performance, was für sie Freiheit und Autonomie bedeuten: Der Blick aufs Wasser – nackt, in einem Personenlifter.
Im Nachhinein ist ihr Fazit, dass sie durch das Kunststudium andere Menschen viel besser unterstützen und die Gesellschaft wirkungsvoller verändern kann, als es ihr als Sozialarbeiterin möglich gewesen wäre. Zudem habe es zu ihrer persönlichen Entwicklung beigetragen.
Bittl lebt und arbeitet in Dachau.

## Auseinandersetzung mit Behinderung
Bittl äußerte 2019, dass alle Menschen als „funktional divers“ betitelt werden sollten, weil es vom Label der „Behinderung“ befreie. Statt den Blickpunkt auf Einschränkungen zu legen, orientiere sich diese Sichtweise an den Fähigkeiten eines Menschen. Bittl sagt, „Behinderung beginnt in den Köpfen der Menschen.“ (Katrin Bittl: Reha Care) und meint damit sowohl Nicht-Behinderte als auch Behinderte, „Man ist immer nur so ‚behindert‘ wie man sich fühlt.“ Später distanzierte sie sich von der Aussage und sieht es als wichtig an, Menschen als behindert zu bezeichnen. Vorurteile gegenüber Behinderten führten laut Bittl auch „manchmal unweigerlich zu Komik.“ (Katrin Bittl: Reha Care)
Bittl erfuhr erst als Erwachsene von den Möglichkeiten, wie sie ein selbstbestimmtes, selbstständiges Leben führen kann. Entscheidend, um sich als Mensch mit Behinderung ein selbstbestimmtes Leben aufzubauen, sind nach Bittl familiäre und finanzielle Unterstützung sowie Bildung. Diese Attribute seien aufgrund von Politik und Bürokratie Privilegien, die nur wenigen zur Verfügung stünden. Heute lebt sie mit Assistenz.

### Behinderung und Kunst
Ein Ziel ihrer Arbeit ist, das Selbstbewusstsein für Frauen mit Behinderung mithilfe ihrer Kunst stärken. Durch das Kunststudium verschob sich Bittls eigener Schwerpunkt, vom Thema Behinderung hin zur künstlerischen Tätigkeit, zu ihrem Können. Die Behinderung wandelte sich vom Alleinstellungsmerkmal zur Selbstverständlichkeit. Die Kunst vermöge es, den Menschen hinter der Behinderung sichtbar zu machen. Sie schaffe, das wahre Leben dieser Menschen zu zeigen, frei vom verzerrenden „Behindertenfilter“.
Körperliche Einschränkungen erfordern Zeitaufwand, weshalb die Anzahl an Werken, die Bittl produzieren kann, geringer ist, als sie es mutmaßlich ohne Körperbehinderung wäre.

„Künstlerin mit Behinderung zu sein, […] fordert viel Mut und kommt mir manchmal geradezu dekadent vor. Seinen Traum durchzusetzen, benötigt Selbstvertrauen und Selbstbewusstsein, das mehr Zuspruch und weniger Bürokratie verlangt.“

## Künstlerisches Schaffen

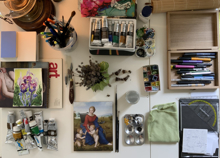
Arbeitstisch im Atelier

Bittl untersucht ihren eigenen Körper als Frau mit Behinderung und gesellschaftliche Idealbilder auf zahlreichen künstlerischen Ebenen, wie Zeichnung, Malerei, Installation, Video, Performance, Animation und KI-Technologie. Der eigene Körper dient ihr dabei als Reflexionsfläche. Sie dekonstruiert Körper durch Skalierungen, Übermalungen und neue Zusammenhänge. Als weiteren Schritt beleuchtet sie den Zusammenhang von Rollenerwartungen, Selbstbestimmung und Autonomie. Sie zeigt dem Betrachter ungeschönt die Wahrnehmung der Gesellschaft von Normalität und Andersartigem.
Ihre künstlerische Auseinandersetzung mit dem menschlichen Körper und den damit gesellschaftlichen Strukturen und Normvorstellungen wurde als „fantastisch“, „durchaus humorvoll“ und „hintergründig“ beschrieben. Biographischen Charakter erhalten die Arbeiten durch zahlreiche Selbstporträts, aber auch den Einbezug privater Gegenstände wie Möbelstücken. „Besonders gut finde ich auch, dass die Bilder auch unabhängig vom politischen Diskurs funktionieren“, lobte ihr Professor Hermann Pitz.
Als Inspiration für ihr künstlerisches Schaffen nennt Bittl Eugen Kellermeier.

### Kleinformat
Bittl hat sich auf kleinformatige Ölbilder und Zeichnungen spezialisiert, von ungefähr 6 × 8 cm. Ebenso integriert sie Mini-Videodisplays in ihre Objekte. Eine „spannende künstlerische Herausforderung durch eine formale Beschränkung“, beschreibt es ihr Professor. Betrachtende müssen sich den Objekten zuneigen, um sie zu erkennen. Oder, wie es ein Feuilleton beschreibt: „Will man verstehen, wie vielfältig eine Gesellschaft ist, muss man sich ihr zuwenden.“

### Übermalungen
Als Kunststudentin, im Alter von 26 Jahren, kreierte Bittl eine Serie von Bildern, die sogenannten „Übermalungen“. Als Vorlagen dienten bekannte, kunsthistorische Gemälde, größtenteils Porträts. Sie erstellt Kopien der Gemälde, mit dem Unterschied, dass bei ihr die dargestellten Personen offensichtliche Versehrungen und Beeinträchtigungen haben. Die Originalgemälde zeigen bereits zum Ideal manipulierte Körper,  die Bittl weiter manipuliert. Sie verwendet gedruckte Reproduktionen, die sie von Hand mit Pinsel und Acrylfarben übermalt. Dieser persönliche Prozess ist der Künstlerin wichtig. Die dadurch entstehende unebene Oberfläche ist für sie ein Symbol für Narben, die eine Manipulation hinterlässt.
Dargestellt sind beispielsweise: Erzherzogin Magdalena von Österreich mit einer Hasenscharte, Marie Antoinette mit fehlender Hand, Henriette von Carlowitz mit einem Beatmungsschlauch oder Caspar David Friedrichs Wanderer über dem Nebelmeer mit Unterbeinprothese.
Um wen es sich bei den dargestellten Persönlichkeiten handelt, stand dabei im Hintergrund. Die Gemälde stehen vielmehr als Sinnbild für eine manipulierte ästhetische Darstellung und die Rolle der Malerei als Statussymbol. Bittls Übermalungen zeigen Personen, die über Äonen ein Randdasein fristeten und nicht dargestellt wurden.
In der Ausstellung des International Munich Artlab hingen drei der Porträts an der Wand über einem Nachtkästchen. Dieses Möbel, das ehedem ihrer Großmutter gehörte, fügte die Künstlerin als privaten Akzent hinzu.
Bittl erfuhr starke Reaktionen auf ihre Arbeit. So wurde ihr von einer Besucherin beispielsweise vorgehalten, sie würde die Kunstgeschichte „verschandeln“. Bittl kontert derart „absurde Reaktionen“ mit einem „großen Lacher“. Ihr zeige es das Stigma auf, das Menschen mit Behinderung noch immer anhafte. Konträr dazu wurde diese Arbeit auch als Botschaft aufgenommen, dass Frauen mit Behinderung schön sind und sich nicht verstecken müssen.

### Selbstporträts

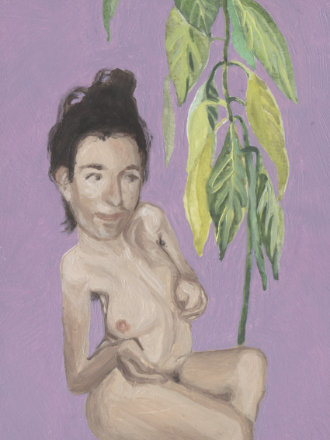
Me and Tree I (2023)

Ein Schwerpunkt in Bittls Arbeiten sind Selbstporträts. In den Porträts zeigt sie „Körper wie meinen“ in neuen, in der Realität unmöglichen Umgebungen und Möglichkeiten. Sie malt ihren Körper oftmals liegend, ohne Rollstuhl.

„Ich beschäftige mich viel mit meinem Körper, weil sich auch meine Umwelt viel damit beschäftigt.“

Bittl arbeitet in ihren Selbstporträts nach speziellen Methoden. Sie erstellt digitale Zeichnungen, die sie wasserlöslich ausdruckt und anschließend mit Aquarellfarben anlöst und bemalt. Eine weitere Methode ist die Weiterbearbeitung am Computer. Dafür legt sie mehrere Bilder übereinander und fügt sie in kurzen Videos zusammen. Die so entstehenden Bewegungen könnte sie im Alltag teilweise nur schwer ausführen.
Bittls Professor bezeichnet ihre Selbstporträts als „starke Position“, in der man „das Fantastische“ sehe. Weitere Rezeptionen beschreiben die Werke als zart, träumerisch und sehr intim.

### Pflanzenwelt
Bittl fühlt sich Pflanzen privat wie künstlerisch sehr verbunden. Ihr Atelier beheimatet mehrere Pflanzen und hat einen Blick in den Garten. Sie empfindet sich einer Pflanze ähnlich, zwar fähig zu kommunizieren, aber ein passives Wesen, nicht in der Lage, sich von selbst im Raum zu bewegen, ortsgebunden. Steht eine „normative Person“ neben Bittl, wurde Bittl in der Vergangenheit von einer KI, welche nicht mit Bildern ihrer Behinderung trainiert wurde, schon als Pflanze identifiziert. Dies sei laut Bittl ein Beweis für „Diskriminierung und Benachteiligung von Nichtnormativen Körpern“ (Katrin Bittl: EUCREA Verband Kunst und Behinderung). Auf der politischen Ebene sieht sie in einer Pflanze „fast schon eine Kritik an unserer Leistungsgesellschaft.“ Eine Pflanze könne einfach sein, ohne dass ihre Existenz oder ihre Produktivität hinterfragt werde, „so wie man es bei mir auch annehmen könnte“ (Katrin Bittl: Süddeutsche Zeitung).

„Wenn ich mich selbst als Pflanze betrachte, kann ich mir meinen Platz unter allem, was lebendig ist, zurückerobern. Ich stehe nicht am Rand, an keinem Außen, alles wird eins.“

Ihre Arbeit I am a plant (englisch Ich bin eine Pflanze) besteht zunächst augenscheinlich aus einer zierlichen Kommode, die einen großen Gummibaum trägt. Erst in der Schublade des Möbels sieht der Betrachtende auf einem kleinen Display ein einminütiges Video als Selbstporträt. Das Filmchen zeigt Bittls Körper auf der Seite, in Embryonalhaltung liegend, auf Parkett umgeben von Gummibäumen. Die Anmutung wurde in einem Artikel mit dem Däumelinchen aus Hans Christian Andersens Märchen verglichen, was die Künstlerin als unpassend empfand.
Die Video-Arbeit Harvest (englisch Ernte) zeigt zwei körperbehinderte, nackte Frauen, eine davon Katrin Bittl, am Rand eines Waldes. Während Bittl in einem automatischen Personenlifter mit Schlingen in einem Baum „hängt“, spaziert die Filmpartnerin durchs Grün. Zeitweise bedient sie den Lifter und nimmt von Bittl einen Apfel entgegen.
Die Anmutung ist natürlich und unprätentiös. Die Szene verbreite eine „stille Heiterkeit“.
Dieses Werk ließe sich als Disability Body Art Performance beschreiben. Die Maschine aus dem Pflegebereich außerhalb des üblichen Zusammenhangs stellt die Rolle von Behinderten in der gesellschaftlichen Wahrnehmung heraus.
Die Werke wurden in einer Doppelausstellung mit Bildern von Reiner Heidorn 2023 in München gezeigt. Das Thema der Pflanzen vereinte die Werke beider Künstler, wobei sogar Miniaturen von Bittl auf einige von Heidorns Bilder appliziert wurden. Ausstellende Galerie war die Galerie Bezirk Oberbayern, die zeitgleich zur Vernissage ihr 25-jähriges Bestehen und zehn Jahre Galeriearbeit unter dem Motto Kunst inklusive! feierte.

## Ausstellungen (Auswahl)
- 2023: We are plants, Galerie Bezirk Oberbayern, München[7]
- 2023: PRESENTS2023, Videoscreening, HAU Berlin[18] und Vivo Vancouver[19]
- 2023: Debütant*innen 2023 der Akademie der bildenden Künste, München, Halle 6, München[20]
- 2022: This body is mine, Platform, München[21]

## Auszeichnungen und Förderungen
- 2023 Preis des Akademievereins, Akademie der Bildenden Künste München, München[4]
- 2022 Residenzförderung #takeHeart, HAU Hebbel am Ufer, Berlin[22]

## Weitere berufliche Aktivitäten
Katrin Bittl ist politisch stark engagiert. Sie setzt sich über mehrere Tätigkeitsfelder für die Rechte von Behinderten, behinderten Künstlern und für Frauenrechte ein.

### Autorin
Als freie Autorin schreibt Bittl zu den Themen Intersektionalität von Frauen mit Behinderung, Kunst und Inklusion. Für den Behindertenaktivisten Raúl Krauthausen schrieb sie Kolumnen.
Veröffentlichungen
- Svenja Reiner, Simon Sievers, Henning Mohr et al.: Systemkritik! Essays für eine Kulturpolitik der Transformation. 2023. Auflage. transcript Verlag, Bielefeld 2023, ISBN 978-3-8376-6655-7, Kunst kann Barrieren versetzen, S. 137–140, doi:10.14361/9783839466551-toc (E-Book ISBN 978-3-8394-6655-1).

### Rednerin
Als Rednerin hält sie Vorträge zum Thema Kunst und Inklusion. Sie wird eingeladen zu politischen Diskussionen oder öffentlichen Podiumsdiskussionen zum Thema Kunst, Behinderung und Inklusionsdiskurs. Bittl veröffentlicht Beiträge in den sozialen Medien. Dort sprach sie beispielsweise mehrmals in der Sendung von Raúl Krauthausen.

### Vorständin
Im März 2024 gab die Akademie der Bildenden Künste München bekannt, dass Katrin Bittl fortan Mitglied des Hochschulrats ist. Des Weiteren ist Bittl Vorstandsmitglied des eingetragenen Vereins „EUCREA Verband Kunst und Behinderung“. Nicht nur im Rahmen dessen arbeitet sie mit verschiedensten inklusiven Kunstprojekten zusammen. Eine weitere Zusammenarbeit besteht mit den Netzwerkfrauen Bayern. Sie bietet Kunst-Workshops für Frauenprojekte und zum Thema Frau-Sein an.

### Peer-Beraterin
Abseits der Kunst arbeitet Bittl als Beraterin zum Thema ‚selbstbestimmt Leben‘ für Behinderte, motiviert durch eigene Erfahrungen.